# حلق الشقیق
حلق الشقیق (به عربی: حلق الشقیق) یک منطقهٔ مسکونی در اردن است که در استان مادبا واقع شده‌است.